# Salzach (dopływ Saalbach)
Salzach – rzeka w Badenii-Wirtembergii, Niemcy, prawy dopływ Saalbach.
Źródło rzeki znajduje się na wysokości 322 m n.p.m. na północ od miejscowości Maulbronn. Wypływa w kierunku wschodnim by po około 3,5 km skręcić na zachód, gdzie tuż przed Maulbronn tworzy niewielkie jezioro Tiefer, przepływa przez miasto będąc częścią fosy XII-wiecznego opactwa Maulbronn. Za miastem, po 7 km naturalne spiętrzenie wód tworzy jezioro Aalkistensee o powierzchni około 50 ha. Wokół niego i przyległych terenów utworzono rezerwat przyrody o tej samej nazwie należący do programu Natura 2000. Dalej rzeka skręca na północ w kierunku Bretten, by tam zakończyć bieg w dopływie Renu – Saalbach.